# Un chant écarlate
Un chant écarlate est un roman de l'écrivaine sénégalaise Mariama Bâ,,. Paru en 1981 aux Nouvelles éditions africaines, l'oeuvre reçoit le Grand Prix littéraire d'Afrique noire en 1982.